# Віфорита (Димбовіца)
Віфорита (рум. Viforâta) — село у повіті Димбовіца в Румунії. Входить до складу комуни Аніноаса.
Село розташоване на відстані 77 км на північний захід від Бухареста, 4 км на північ від Тирговіште, 147 км на північний схід від Крайови, 78 км на південь від Брашова.

## Населення
За даними перепису населення 2002 року у селі проживали 2248 осіб, з них 2245 осіб (99,9%) румунів. Рідною мовою 2246 осіб (99,9%) назвали румунську.